# Cyanea crispa
Cyanea crispa är en klockväxtart som först beskrevs av Charles Gaudichaud-Beaupré, och fick sitt nu gällande namn av Lammers, Givnish och Kenneth J. Sytsma. Cyanea crispa ingår i släktet Cyanea, och familjen klockväxter. Inga underarter finns listade i Catalogue of Life.